# Église Saint-Georges de Bou
Pour les articles homonymes, voir Église Saint-Georges.
L’église Saint-Georges est une église française située à Bou dans le département du Loiret et la région Centre-Val de Loire.

## Géographie

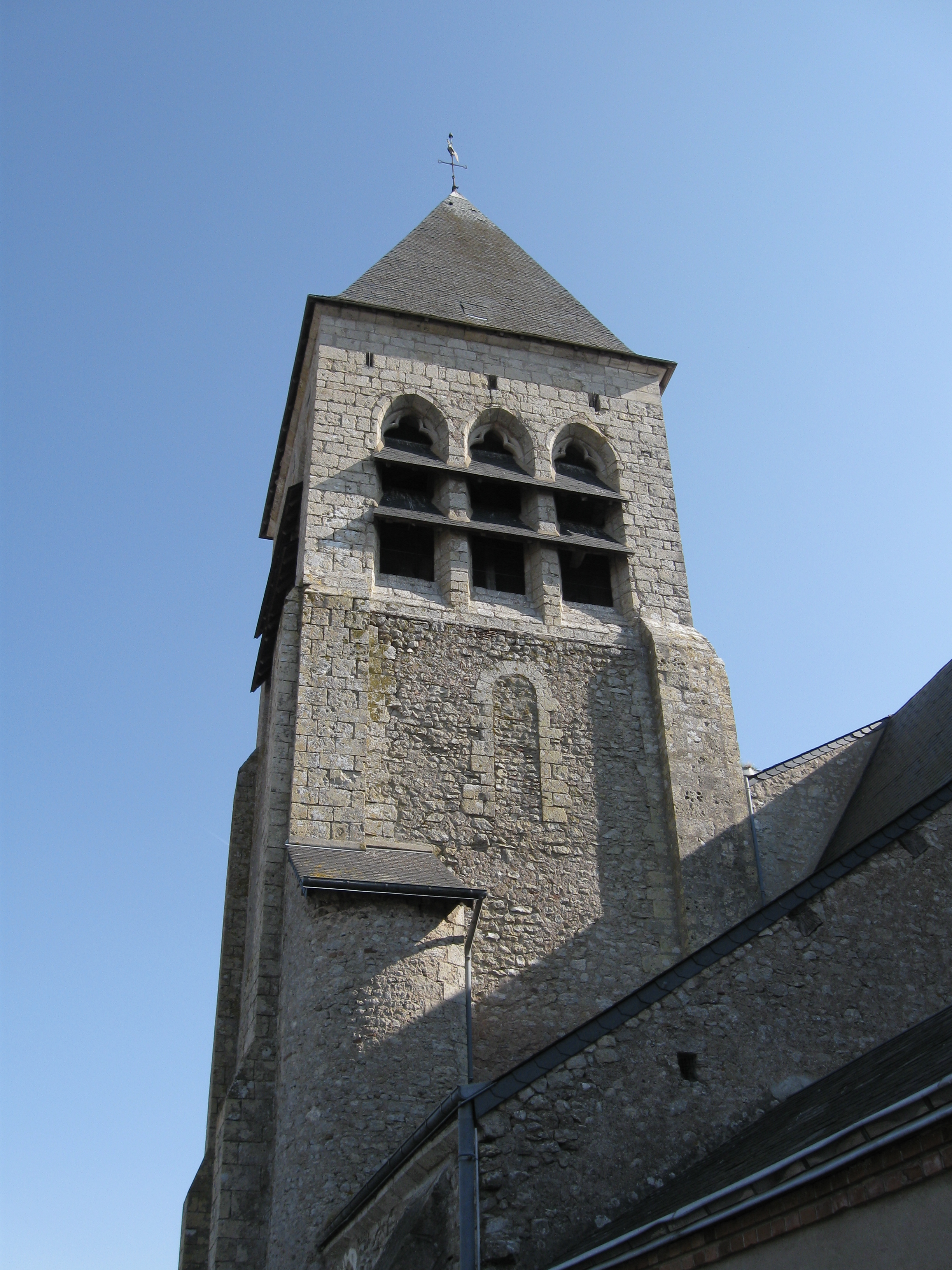
Le clocher

L'édifice est situé rue de Meulin, dans la commune de Bou, sur la rive droite de la Loire, dans le méandre de Bou, appartenant au périmètre du Val de Loire inscrit au patrimoine mondial de l'UNESCO.
Cette église du groupement paroissial de Bou-Donnery-Mardié est rattachée au doyenné de la Bionne, à la zone pastorale d'Orléans, au diocèse d'Orléans et à la province ecclésiastique de Tours.

## Histoire
L'église est partiellement classée monument historique : le clocher et le chœur ont été classés par arrêté du 28 octobre 1922 ; la nef et les bas-côtés inscrits par arrêté du 7 mars 1935. 
L'église est dédiée à Georges de Lydda, saint Georges pour les chrétiens, honoré le 23 avril.

## Description
L'église contient un crucifix en bois du XIXe siècle classé au titre d'objet le 13 juin 1969.
Érigée vers la fin du XIe siècle, puis modifiée, agrandie aux XIIIe et XVe siècles, elle présente des signes traduisant une construction hachée et non homogène.
Le plan de l'édifice est un quadrilatère simple auquel on a tenté d'ajouter des collatéraux qui ne furent jamais achevés.
Le clocher, assis sur une travée du bas-côté nord, est d'esprit roman dans ses niveaux inférieurs alors que le style gothique a été adopté pour la salle des cloches avec des baies trilobées. Une tourelle extérieure en assure l'accès.
Les deux premières travées orientales construites au début de la période gothique comprennent le chœur, le sanctuaire et les chapelles latérales.
La nef accueille les fidèles dans une construction traitée plus modestement, couverte d'une voûte en berceau  brisé plâtrée laissant apparaître entraits et poinçons.
Les deux travées du chœur adoptent une modénature et une décoration de chapiteau homogènes dans toute cette partie de l'édifice, caractéristiques du début de la période ogivale. Un chevet plat percé de trois longues baies a gardé son aspect d'origine mais les autres fenêtres de cette partie gothique ont été réduites en hauteur.
Des piscines géminées accompagnent les chapelles latérales.
La grande nef à poinçons et entraits communique sur des ébauches de collatéraux, d'une travée au nord et de deux sur le côté sud.
Édifiés au XVe siècle, ces bas-côtés n'ont pas été voûtés. Seuls, des départs d'arcs noyés dans la maçonnerie renseignent sur ce qu'auraient pu être ces voûtes sur croisées d'ogives.
A la place, a été mise en œuvre une voûte en berceau qui laisse apparaître les entraits. Le mur sud conserve à l'extérieur des ouvertures diverses, montrant des remaniements successifs.
L’édifice est protégé au titre des Monuments Historiques, le choeur, le clocher et les collatéraux ont été classés en 1922, la nef et les bas-côtés ont été inscrits en 1935. 
Le retable, mettant en scène l'Assomption de la Vierge Marie, a été restauré en 2012. 
Les vitraux ont été rénovés en 2015.

## Pour approfondir